# أحمد عياض الودرني
أحمد عياض الودرني ولد في 19 فبراير 1953 في بنقردان، هو سياسي تونسي.

## السيرة الذاتية
كان الودرني يعمل كأستاذ في المعهد العالي للتصرف بتونس، قبل أن يعين في 12 أغسطس 1991 كأمين عام مساعد في حزب التجمع الدستوري الديمقراطي مكلف بالعلاقة مع المنظمات والجمعيات. أصبح في 1994 مستشار رئيس الجمهورية التونسية زين العابدين بن علي المكلف بحقوق الإنسان، ثم في 1995 أصبح مستشارا لوزير الخارجية الحبيب بن يحيى، قبل أن يعود في يونيو 1996 لمنصب مستشار رئيس الجمهورية. 

في 17 نوفمبر 1999، عين في منصب وزير التربية في حكومة محمد الغنوشي، التي بقي على رأسها حتى 23 يناير 2001، أين عين في منصب وزير مدير الديوان الرئاسي للرئيس زين العابدين بن علي، وذلك لمدة عشرة سنوات، حتى هروب هذا الأخير في 14 يناير 2011 إثر الثورة التونسية.

إثر الثورة، أقيل من حزب التجمع في 18 يناير 2011، بعد أن كان عضو لجنته المركزية منذ 1993 ومكتبه السياسي منذ 9 مارس 2006.

## الحياة الخاصة
أحمد عياد الودرني متزوج وأب لثلاثة أطفال.